# Psychrolutes marmoratus
Psychrolutes marmoratus är en fiskart som först beskrevs av Gill, 1889.  Psychrolutes marmoratus ingår i släktet Psychrolutes och familjen paddulkar. Inga underarter finns listade i Catalogue of Life.